# Namborn
Namborn là một đô thị thuộc huyện Sankt Wendel,bang Saarland, Đức. Đô thị Namborn có diện tích 26 km², dân số thời điểm ngày 31 tháng 12 năm 2006 là 7397 người. Namborn có cự ly khoảng 7 km về phía bắc của Sankt Wendel, và 25 km về phía tây nam của Idar-Oberstein.